# Veleposlaništvo Republike Slovenije v Grčiji
Veleposlaništvo Republike Slovenije v Grčiji (uradni naziv Veleposlaništvo Republike Slovenije Atene, Grčija) je diplomatsko-konzularno predstavništvo (veleposlaništvo) Republike Slovenije s sedežem v Atenah (Grčija). Poleg te države pokriva še Ciper.
Trenutna veleposlanica je Tamara Weingerl Požar.

## Veleposlaniki
- Tamara Weingerl Požar (2022-danes)
- Matjaž Longar (2019-2022)
- Anita Pipan (2015-2019)[1]
- Robert Basej (2010-2015)
- Vladimir Kolmanič (2006-2010)
- Jožica Puhar (2002-2006)